# Euphranta maculifacies
Euphranta maculifacies är en tvåvingeart som beskrevs av Hardy 1973. Euphranta maculifacies ingår i släktet Euphranta och familjen borrflugor.
Artens utbredningsområde är Thailand. Inga underarter finns listade i Catalogue of Life.